# Русский библиофил
«Русский библиофил» — иллюстрированный вестник для собирателей книг и гравюр, издававшийся в Санкт-Петербурге с 1911 по 1916 год. Был основан коллекционером Николаем Соловьёвым, ставшим его первым редактором. Журнал выходил по 8 выпусков в год и был посвящён библиографии, книжному коллекционированию и книговедению.

## Создание и редакция
Был основан в 1911 году антикваром, книгопродавцем Николаем Соловьёвым, вместо издававшегося им ранее, но закрытого из-за убытков журнала «Антиквар». Первым редактором журнала стал его основатель, редактировавший журнал до своей смерти в июне 1915 года. Главным помощником Н. В. Соловьева по журналу с первых дней его основания и до закрытия был талантливый библиограф В. М. Андерсон. В 1913 году появился второй помощник — известный пушкинист Н. О. Лернер.
В издании участвовали лучшие представители отечественной культуры, литературы и искусства, в том числе члены Кружка любителей русских изящных изданий В. А. Верещагин, В. Я. Адарюков, А. В. Петров, сам Н. В. Соловьев, а также У. Г. Иваск, Н. П. Лихачев, Н. А. Обольянинов, П. К. Симони и др.
Редакция «Русского библиофила» помещалась в квартире Соловьёва. Он делал для журнала больше, чем обычный редактор-издатель: писал многочисленные рецензии для раздела «Библиография», формировал интересную и сегодня хронику, пестрящую новостями антикварного рынка, подбирал в старых французских книгах и журналах виньетки и заставки, составлял договоры на изготовление клише, проверял их качество, разрабатывал планы очередных номеров, читал корректуру, наблюдал за печатанием книжек журнала, следил за их рассылкой и розничной продажей. Позже он часть этой работы доверил другим, но всегда оставался душой и движущей силой «Русского библиофила». Издание журнала не приносило прибыли и Соловьёв покрывал убытки за свой счёт.
После смерти Н. В. Соловьёва редактором журнала стал В. А. Верещагин, а издателем числилась вдова Николая Васильевича, балерина Мариинского театра Вера Александровна Трефилова. Журнал от номера к номеру стал неумолимо тускнеть. Ноябрьская книжка за 1916 год открылась сообщением В. А. Верещагина, что дальнейшее редактирование издательница Трефилова решила взять на себя. В архиве Главного управления по делам печати имеются документы, подтверждающие это решение. В 1916 году она вышла замуж за балетного критика В. Я. Светлова и вскоре уехала за границу. С 1917 года «Русский библиофил» прекратил существование.

## Оформление, характер публикаций
Журнал печатался в типографии «Сириус» тиражом около 1000—1500 экземпляров. Средний объём полного номера без рекламы составлял около 100 страниц, размер журнала — 20 × 28 см.
Издание отличалось высоким качеством художественно-полиграфического оформления: выпуски печатались на различных сортах веленевой бумаги и верже, имел многочисленные иллюстрации (портреты, снимки, автографы, факсимиле) как в тексте, так и на отдельных листах, текст набирался старинным елизаветинским шрифтом, украшался виньетками, заставками и концовками.
За 5 лет существования журнала вышли 48 номеров в 47 обложках, из них три тематических номера были посвящены А. С. Пушкину, В. А. Жуковскому и Т. Г. Шевченко. В шести номерах журнала за 1911 год и отдельной книжке приложения печаталась бесценная работа У. Г. Иваска «Частные библиотеки в России: Опыт библиографического описания», в которой впервые опубликованы сведения о 1346 библиотеках крупнейших русских библиофилов, начиная от Петра I.
Несколько статей было написано самим Н. В. Соловьевым. Среди них: «Французская гравюра XVIII в.», «Русская книжная иллюстрация в XIX веке и произведения Пушкина», «О портретах Тальони», «Поэт-художник В. А. Жуковский», «История одной жизни» (А. А. Воейкова — «Светлана»), некрологическая заметка о крупном петербургском букинисте В. И. Клочкове.

## Переиздание
В 2008 году петербургские издатели предприняли переиздание журнала. «Русский библиофил» был воспроизведён в 12 томах в переплете из бумвинила с золотым тиснением.